# Engelska inbördeskriget
Engelska inbördeskriget (engelska: The English Civil War) var en serie militära konflikter mellan det engelska parlamentet och kung Karl I som pågick mellan 1642 och 1651 och som slutade med parlamentets seger. Konflikten bottnade enligt parlamentet i den absoluta monarki utan respekt för Magna Carta som Karl och hans far Jakob I utövade.

## Bakgrund
Under den elisabetanska tiden hade godsägarna och de förmögna borgarna fått ett ekonomiskt uppsving. Det var dessa grupper som satt i parlamentets underhus och på så sätt hade parlamentets självkänsla stärkts. Samtidigt hade drottning Elisabet lyckats undvika konflikter med parlamentet genom att hålla statsfinanserna, som var en vanlig orsak till konflikt mellan kronan och parlamentet, under kontroll. England hade dessutom under denna tid en yttre fiende i Spanien.
När Elisabet dog barnlös 1603 gick kronan över till en av Maria Stuarts söner, Jakob I. Den nye kungen var uppfostrad som anglikan. Han tyckte illa om både katolikerna och puritanerna och misslyckades med att ena det religiöst splittrade riket. Det fanns dock bland puritanerna misstankar om att kungen hade sympatier för katolikerna, vilka förstärktes när han slöt fred med Spanien. Dessutom blev han impopulär i parlamentet för sin passivitet när trettioåriga kriget inleddes. När sonen Karl I kom till makten kom han att ärva konflikterna från sin fars regeringstid. Att Karl I gifte sig med en katolik, en syster till Ludvig XIII av Frankrike, spädde på missnöjet.
Karl I var en djärvare politiker än sin far och tog strid med parlamentet i en rad frågor. Konflikterna rörde främst finanspolitiken, utrikespolitiken och statskyrkan. Karl upplöste parlamentet två gånger men tvingades sedan att återkalla det för att få hjälp att lösa de finansiella problemen. År 1627 pressade den engelska opinionen honom att gå i krig mot Frankrike på hugenotternas sida. Krigsföretaget gick dåligt och ledde till ytterligare ekonomiska problem och förlorad prestige. 1628 kallade Karl in sitt tredje parlament och det antog Petition of Right, ett dokument som Karl var tvungen att underteckna för att få mer pengar genom parlamentet. I dokumentet ställdes bland annat krav på att kungen inte skulle kräva in godtyckliga skatter. Kungen svarade med att upplösa parlamentet och försökte regera själv, vilket blev omöjligt då parlamentet hade the power of the purse, makten att bevilja skatter. Karl försökte samtidigt att införa den anglikanska kyrkan i Skottland, vilket ledde till en revolt. Karl I blev rådd av biskopen William Laud och guvernören på Irland, Thomas Wentworth Strafford, att slå ner den med våld.
Nu kallade kungen in det "korta parlamentet" (13 april-5 maj 1640) för att få stöd i kriget. Men parlamentet var mer intresserat av att motarbeta kungamakten och upplöstes då det krävde förlikning med skottarna. Skottarna gjorde därefter ett infall i England och Karl blev tvungen att sammankalla ett nytt parlament, det så kallade "långa parlamentet", som öppnades 3 november samma år. Dessa gick hårt fram mot de ansvariga för kriget; Strafford och Laud dömdes till döden (Lauds avrättning verkställdes dock inte förrän efter inbördeskriget). Inskränkningar i kungamakten och ett ökande inflytande för parlamentet beslöts. Bland annat fick parlamentet inte längre upplösas utan sitt eget godkännande. När puritanerna och dissidenterna i parlamentet gick till angrepp mot den anglikanska kyrkan försökte Karl lösa situationen genom att personligen infinna sig och försöka arrestera oppositionella ledamöter. Resultatet blev att han fick i stort sett hela parlamentet emot sig och tvingades lämna London. Konflikten eskalerade snabbt till ett inbördeskrig.

## Krigsförloppet
Karl lät samla sina trupper i Nottingham (22 augusti 1642), intog en fast ställning kring Oxford och vann till en början flera framgångar mot parlamentets oövade trupper. De kungliga truppernas nederlag i slaget vid Marston Moor (2 juli 1644) och vid Newbury (27 oktober samma år) följdes av resultatlösa förhandlingar i Uxbridge (januari till februari 1645). Samtidigt försökte Karl utan framgång skaffa sig utländsk hjälp.
Parlamentshärens nyorganisation genom Oliver Cromwell och Lord Thomas Fairfax' seger i slaget vid Naseby (14 juni 1645) avgjorde striden. Karl tvingades ta sin tillflykt till den i England inryckta skotska hären (vid Newark, 5 maj 1646). Där intrigerade han utan framgång med presbyterianerna och utlämnades vid skottarnas hemfärd (januari 1647) till parlamentets ombud. I juni samma år fördes han bort av kornett Joyce från Holmby house för att stärka independenterna i hären under deras konflikt med parlamentet. Förgäves försökte han genom löften om personliga fördelar vinna härens ledare för sin sak, och genom hemliga förhandlingar med skottarna framkallade han det så kallade "andra inbördeskriget" (maj-augusti 1648). Karl hade i november 1647 flytt till Isle of Wight och hölls där i förvar på Carisbrook castle, varifrån han flyttades först till Hurst castle och sedan till Windsor Castle (december 1648).

## Efter kriget
År 1649 dömdes Karl I till döden och avrättades. En republik – Commonwealth of England – under puritanen Oliver Cromwells ledning utropades. Efter Cromwells död 1658 varade republiken dock endast i två år innan monarkin återinfördes och Karl II blev kung. Den som mer än någon annan haft det militära ansvaret för Karl I av Stuarts förlust i inbördeskriget, Cromwells överbefälhavare general Lord Thomas Fairfax, protesterade redan mot att kungen ställts inför rätta av parlamentet och vände därefter till sitt gods i Yorkshire. Efter restaurationen av Karl II blev Fairfax "rehabiliterad".